# Kocynder
Kocynder (Kocynder. Czasopismo wesołe — górnośląskie, от сил. kocynder — весельчак, шутник) — польский силезский юмористический и сатирический художественный иллюстрированный ежемесячник, выходивший с 1920 по 1939 и с 1946 по 1958 годы.
Издание приобрело большую популярность в регионе сыграло важную роль в период Верхнесилезского плебисцита и Силезских восстаний.

## История
Первый номер журнала вышел 10 июня 1920 года в Миколуве в издательстве Кароля Мярки. Из-за нестабильной политической ситуации редакция часто переезжала: вплоть до тридцатого номера она располагалась в Миколуве и Бытоме, с 1922 года — в Катовице, что нашло отражение в подзаголовке: Czasopismo wesołe górnośląskie. Wychodzi, kiedy chce i kiedy może («Веселый верхнесилезский журнал. Выходит, когда хочет и когда может»).
Кроме ежемесячных выходили и специальные выпуски. Так, в 1920 году было издано 16 номеров журнала, в 1921 году — 14 номеров. Тираж в 1921 году составил 20 000 экземпляров и распространялся по всей Верхней Силезии.
В период плебисцита журнал вёл активную агитацию за присоединение Верхней Силезии к Польше и даже печатал бюллетени с указанием, где ставить крестик. Авторы боролись с германизацией, постоянно высмеивали немецкий империализм и прусскую дисциплину.
С началом Второй мировой войны издание журнала прекратилось, редакция распалась. Ян Пшибыла в 1942 году погиб в Освенциме, Виктор Поляк — в Маутхаузен — Гузен. После войны журнал выходил в Катовице и был закрыт в 1958 году.

## Редакция и сотрудники
Сооснователями журнала были Ян Пшибыла, Виктор Поляк, Юзеф Беднож и Эдвард Рыбаж, а также Станислав Лигонь, который отвечал за графическое оформление, публиковал в журнале антипрусские карикатуры и материалы под псевдонимом Karlik z Kocyndra и St.L..
С журналом сотрудничали художники Казимеж Грус, Ян Швайцер (псевдоним Jotes), Антони Романович, Гвидон Микляшевский, Францишек Мёндович и Вацлав Липиньский, а также литераторы Теодор Тыц (псевдоним K) и Юлиан Тувим.